# Hrobčice
Hrobčice (en allemand : Hrobschitz) est une commune du district de Teplice, dans la région d'Ústí nad Labem, en Tchéquie. Sa population s'élevait à 1 400 habitants en 2021.

## Géographie
Hrobčice se trouve à 11 km à l'est de Most, à 15 km au sud de Teplice, à 25 km au sud-ouest d'Ústí nad Labem et à 68 km au nord-ouest de Prague.
La commune est limitée par Bílina et Světec au nord, par Kostomlaty pod Milešovkou et Lukov à l'est, par Třebívlice au sud-est, par Libčeves et Měrunice au sud, et par Lužice et Želenice à l'ouest.

## Histoire
La première mention écrite du village remonte à 1240.

## Administration
La commune est composée de 9 quartiers :
- Červený Újezd
- Chouč
- Hrobčice
- Kučlín
- Mirošovice
- Mrzlice
- Mukov
- Razice
- Tvrdín

## Galerie

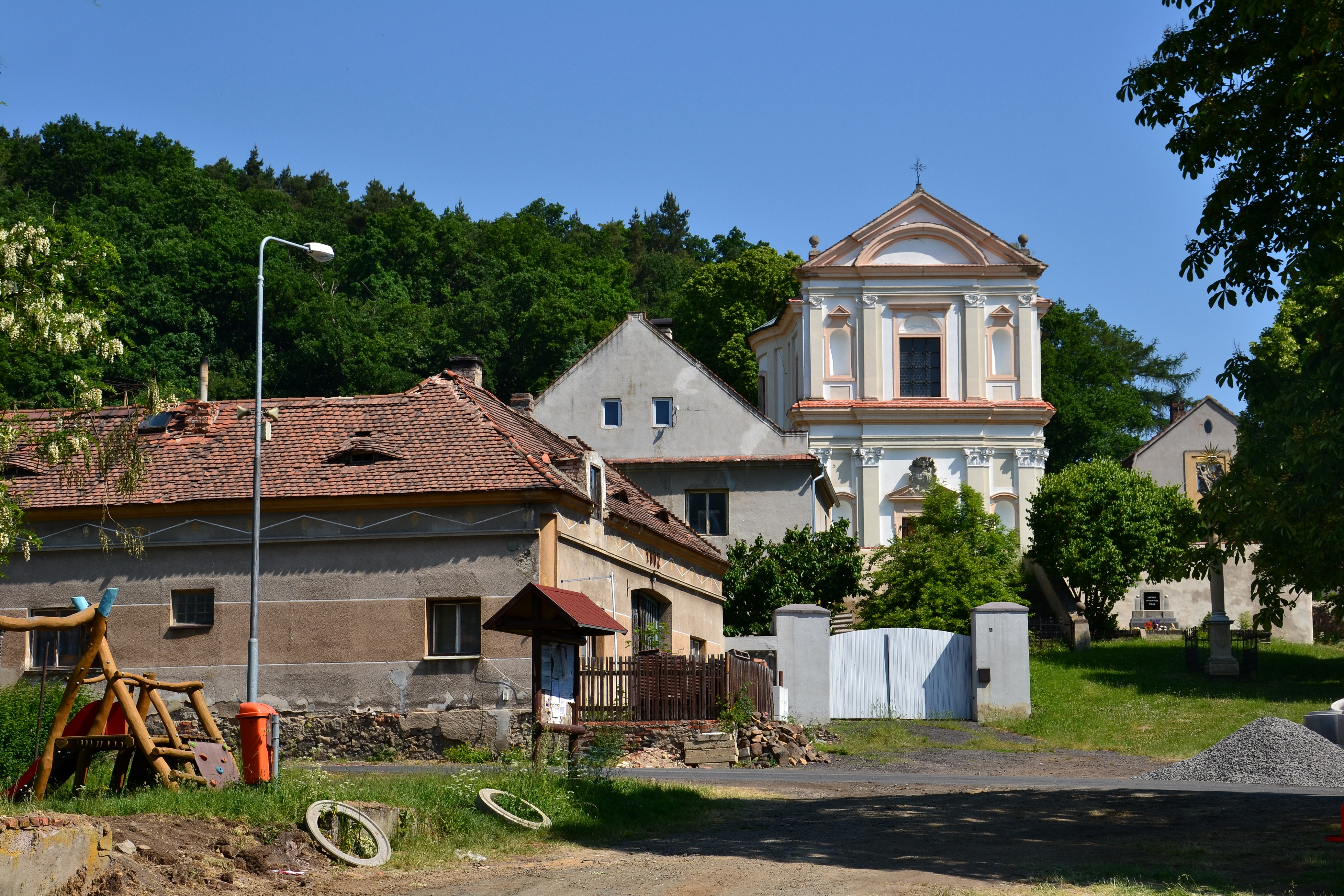
Mirošovice : centre du village.
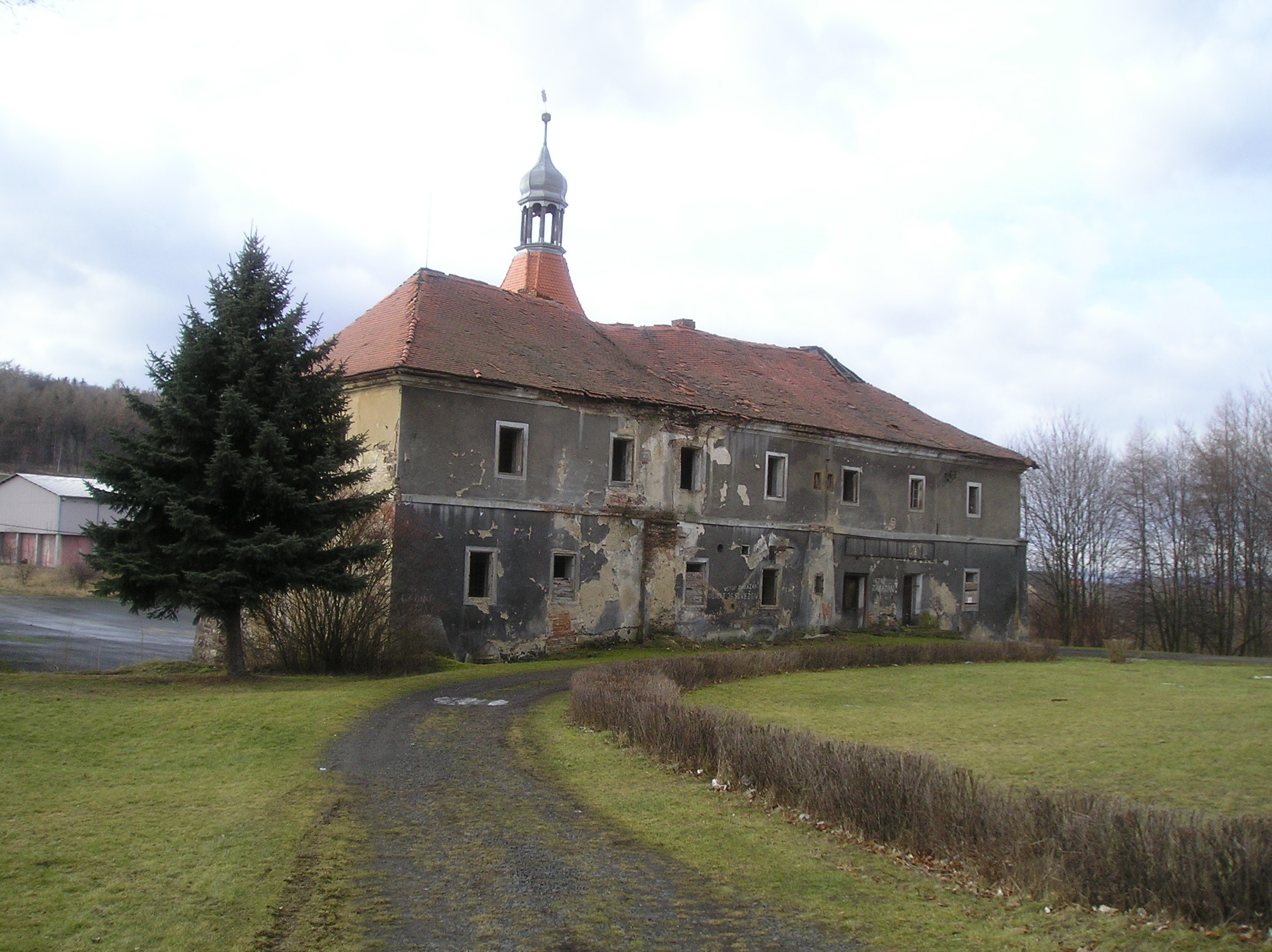
Château de Mirošovice.

## Transports
Par la route, Hrobčice se trouve à 17 km de Teplice, à 35 km d'Ústí nad Labem et à 85 km de Prague.